# Liviu Naghy
Liviu Naghy (ur. 20 listopada 1929 w Oradei, zm. 1999) – rumuński koszykarz.
Reprezentant kraju na igrzyskach olimpijskich w 1952 w Helsinkach. Zagrał na nich w obu meczach, w spotkaniu z Kanadyjczykami zdobył 12 punktów, a w meczu z Włochami zdobył 3 punkty.